# Цехановський Михайло Михайлович
Михайло Михайлович Цехановський (26 травня (7 червня) 1889 — 22 червня 1965) — радянський художник і режисер мультиплікації українського походження, Заслужений діяч мистецтв РРФСР (1964).

## Рання біографія
Мати Зінаїда Григорівна пішла з життя на першому році життя маленького Михайла — у 1899 році, коли їй було 32 роки. Батько — дійсний статський радник, цукрозаводчик Михайло Юрійович Цехановський (1859—1929), 1918 року емігрував до Німеччини, потім у Париж.
Михайло Цехановський — випускник Першої Санкт-Петербурзькій гімназії. Почав малювати в гімназії, а в 1908—1910 роках працював у Парижі у приватній скульптурній майстерні. Потім, у 1911—1914 роках навчався на юридичному факультеті Петербурзького університету, який не закінчив. Потім навчався в Імператорській Академії мистецтв (Санкт-Петербург), а в 1918 році закінчив Московське училище живопису, ліплення і зодчества.
З 1918 по 1923 рік служив у Червоній Армії, де займався прикладною художньої та скульптурною роботою. Потім повернувся в Петроград, де продовжив заняття прикладними роботами і працював інструктором-художником Державного художньо-промислового технікуму.

## Книжкова ілюстрація
З 1926 року Михайло Цехановський працює у видавництві «Веселка» та в дитячій редакції Ленгізу над ілюстраціями дитячих і юнацьких книг, разом із Володимиром Лебедєвим. М.Цехановський, поряд з Соломоном Телінгатером прийняв запропонований Ель Лисицьким конструктивістський графічний метод. Серед авторів ілюстрованих Цехановським книг — Ілля Іонов («Топотун і книжка»), М. Ільїн («Кишеньковий товариш», «Людина і стихія»), Самуїл Маршак («Пошта», «Пригоди столу і стільця», «Сім чудес»), Борис Житков («Ураган», «Телеграма», «Оповідання про техніку», «Про цю книгу»). Також Цехановський друкував так звані «кінокнижки» — «М'яч», «Бім-Бом», «Поїзд», при перекиданні сторінок яких створювалася коротка мультиплікація, що містила деякі кінематографічні прийоми.

## Мультиплікація
З 1928 по 1936 і з 1938 по 1942 роки Михайло Цехановський працює режисером-мультиплікатором на Ленінградській кінофабриці «Совкіно» (потім «Ленфільм»). Першою кінороботою Цехановського став мультфільм «Пошта» (1928), заснованої на власних ілюстрації до книги С. Маршака, і розвиваючий конструктивістський метод, реалізований у книзі. У 1929 році Цехановський разом з Євгеном Шолпо та Арсенієм Авраамовим стояв біля витоків «мальованого звуку» — синтезування музичних творів за допомогою графічного зображення звукових доріжок на кіноплівці.
У 1930 році вийшла озвучена версія «Пошти» (композитор Володимир Дешевов, конферанс Даниїла Хармса), яка стала першим радянським звуковим мультфільмом. Також «Пошта» стала першим радянським мультфільмом, мала широку аудиторіюю. Це перший радянський мультфільм, який широко демонструвався за кордоном, а розфарбована вручну версія стала першим радянським кольоровим фільмом. Також новизною фільму стали несподівані діагональні ракурси і ритмічна, синхронізована зі звуком, організація малюнка. Експериментальний звуковий фільм «Пасифік 231» (1931 рік, 10 хв.) на музику Артюра Онеггера використав ідею повної синхронності звуку і зображення у витонченій візуально-звуковій композиції, що включає монтаж зйомок дій диригента і оркестру, що збігаються з рухами складових частин паровоза
Мультфільм «Казка про попа і наймита його Балду» за однойменною казкою О. С. Пушкіна повинен був стати першим повнометражним фільмом Цехановського і п'ятим фільмом, музику до якого писав Дмитро Шостакович.
Робота над фільмом почалася в 1933 році, Шостакович написав частина партитури в 1933—1934 роках. В процесі творчості, у листопаді 1934 року композитор писав: «Маса гострих, гіперболічних положень, гротескних персонажів… Писати музику легко і весело». У 1936 році Шостакович був змушений зупинити роботу після появи статті «Сумбур замість музики», що критикувала «формалізм» в роботах композитора. Також виникали організаційні проблеми на кіностудії, а механічно взаємопов'язані рухи чорно-білих персонажів представлялися критикам такими, що суперечать «високому стилю пушкінської казки». Зрештою, мультиплікація до фільму була відзнята майже повністю, і здана на зберігання до архіву Ленфільму, де була знищена пожежею, викликаною бомбардуванням Ленінграда на початку Радянсько-німецької війни в 1941 році. З повнометражного фільму зберігся лише шестихвилинний фрагмент «Базар» з віршами Олександра Введенського і недописана і розрізнена партитура Шостаковича, відновлена і дописанная учнем композитора Вадимом Біберганом у 2005 році
У 2013 році на XVII фестивалі архівного кіно «Білі Стовпи» в Держфільмфонді був публічно продемонстрований експериментальний фільм М. Цехановського «Гопак» (1931) — один з перших радянських звукових мультфільмів, знайдений в чеському кіноархіві Миколою Ізволовим та Сергієм Каптерьовим.

## Родина
Перша дружина — Антоніна Віссаріонівна Китаєва.
Друга дружина (з 1926 року) — Віра Всеславівна Цехановська (Шенгелідзе) (25.12.1902 — 25.04.1977), працювала асистентом і співрежисером на картинах чоловіка.

## Фільмографія
Режисер
- 1929 — Пошта
- 1931 — Гопак (Танець)
- 1931 — Пасифік 231
- 1936 — Казка про попа і наймита його Балду (більша частина фільму загублена)
- 1936 — Прапор нації (мультиплікаційна вставка в ігровий фільм)
- 1940 — Казка про дурного мишеня[23]
- 1941 — Кіноконцерт 1941 року, (Вальс квітів з балету «Лускунчик»)
- 1942 — Ялинка (Новорічна казка) (спільно з Петром Носовим)
- 1944 — Телефон
- 1948 — Квітка-семибарвиця — Премія Мкф в Маріанських Лазнях (1949) за кращий фільм для дітей
- 1950 — Казка про рибака і рибку — Приз Кінофестивалю в Карлових Варах (1951)
- 1952 — Каштанка
- 1954 — Царівна-Жаба — Приз «Срібний дубовий листок» (1960) Кінофестивалі в Мар-дель-Платі
- 1956 — Дівчинка в джунглях (спільно з В. Цехановською) — Заохочувальний диплом Всесоюзного кінофестивалю (1958)
- 1958 — Оповідь про Чапаєва (спільно з В. Цехановською)
- 1959 — Легенда про заповіті мавра (спільно з В. Цехановською)
- 1960 — Лисиця, бобер та інші (спільно з В. Цехановською)
- 1962 — Дикі лебеді (спільно з В. Цехановською)
- 1964 — Пошта (спільно з В. Цехановською)
- 1966 — Іван Іванович захворів…

Автор сценарію
- 1931 — Пасифік 231
- 1940 — Казка про дурне мишеня
- 1941 — Кіноконцерт 1941 року
- 1964 — Пошта (спільно з Самуїлом Маршаком, В. Цехановською)

Художник-постановник
- 1929 — Пошта
- 1944 — Телефон (спільно з І. Івановим-Вано, В. Цехановською)
- 1964 — Пошта (спільно з Б. Корнєєвим)

Художник
- 1966 — Іван Іванович захворів…[24][25]

Фільми про Михайла Цехановського
- 1997 — рос. Михаил Цехановский. Драматическая графика. 56 мин., Режисер: Сергій Серьогін

- Видео
- Пошта, 1929
- Гопак, 1931
- Пасифік 231, 1931
- Казка про попа і його працівника Балду (єдиний збережений фрагмент), 1933
- Казка про дурне мишеня, 1940
- Кіноконцерт 1941 року, Вальс квітів з балету «Лускунчик»
- Ялинка (Новорічна казка), 1942
- Телефон, 1944